# Gornji Mihaljevec
Gornji Mihaljevec je vesnice a opčina v Chorvatsku, v Mezimuřské župě. V roce 2011 zde žilo 1 917 obyvatel. Opčinu tvoří jediné sídlo – Gornji Mihaljevec.

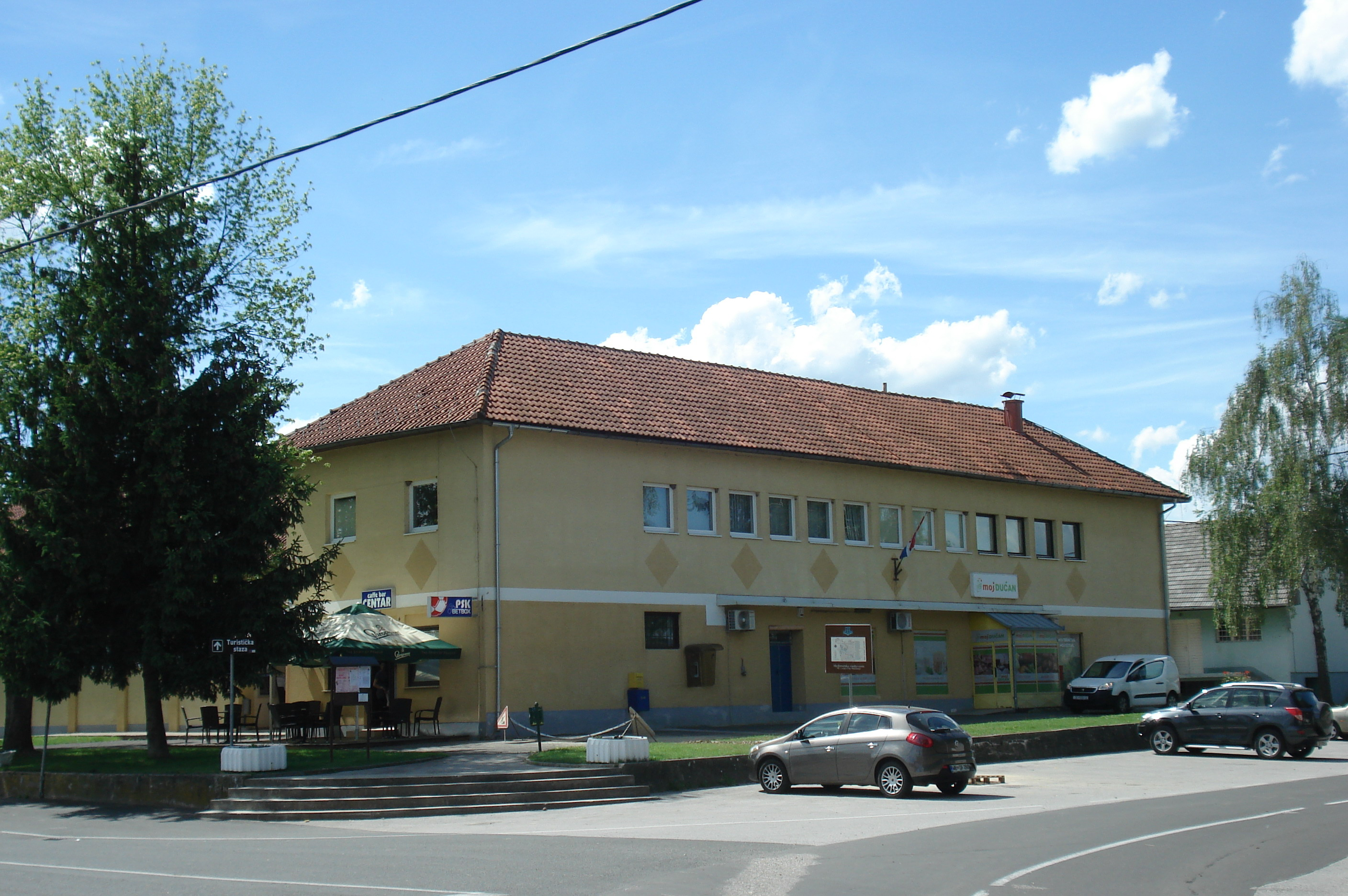
Obecní stavba